# Amphimonhystera anechma
Amphimonhystera anechma är en rundmaskart som först beskrevs av Rowland Southern 1914.  Amphimonhystera anechma ingår i släktet Amphimonhystera och familjen Monhysteridae. Arten är reproducerande i Sverige. Inga underarter finns listade i Catalogue of Life.